# Monoporella tenuimargo
Monoporella tenuimargo is een mosdiertjessoort uit de familie van de Monoporellidae. De wetenschappelijke naam van de soort is voor het eerst geldig gepubliceerd in 1929 door Canu & Bassler.